# Дубино
Дубино (итал. Dubino) је насеље у Италији у округу Сондрио, региону Ломбардија.
Према процени из 2011. у насељу је живело 3418 становника. Насеље се налази на надморској висини од 202 м.

## Становништво
| 1936. | 1951. | 1961. | 1971. | 1981. | 1991. | 2001. | 2011. |
| ----- | ----- | ----- | ----- | ----- | ----- | ----- | ----- |
| 1.520 | 1.694 | 2.076 | 2.492 | 2.841 | 3.000 | 3.160 | 3.551 |